# Sonate K. 85
Pour les articles homonymes, voir K85.
La sonate K. 85 (F.46/L.166) en fa majeur est une œuvre pour clavier du compositeur italien Domenico Scarlatti.

## Présentation
La sonate K. 85 en fa majeur est sans indication de mouvement. C'est une toccata en un seul mouvement − comme la K. 82 (Fuga), mais avec reprise, contrairement à cette dernière. Le manuscrit de Coimbra la désigne comme « Toccata X » et joint la K. 82 comme second mouvement d'une suite, avec Giga (K. 78) et Minuet (K. 94). Il s'agit manifestement d'une pièce de jeunesse du compositeur, très proche des pièces de Haendel à l'instar des sonates K. 35 et 63 par exemple.

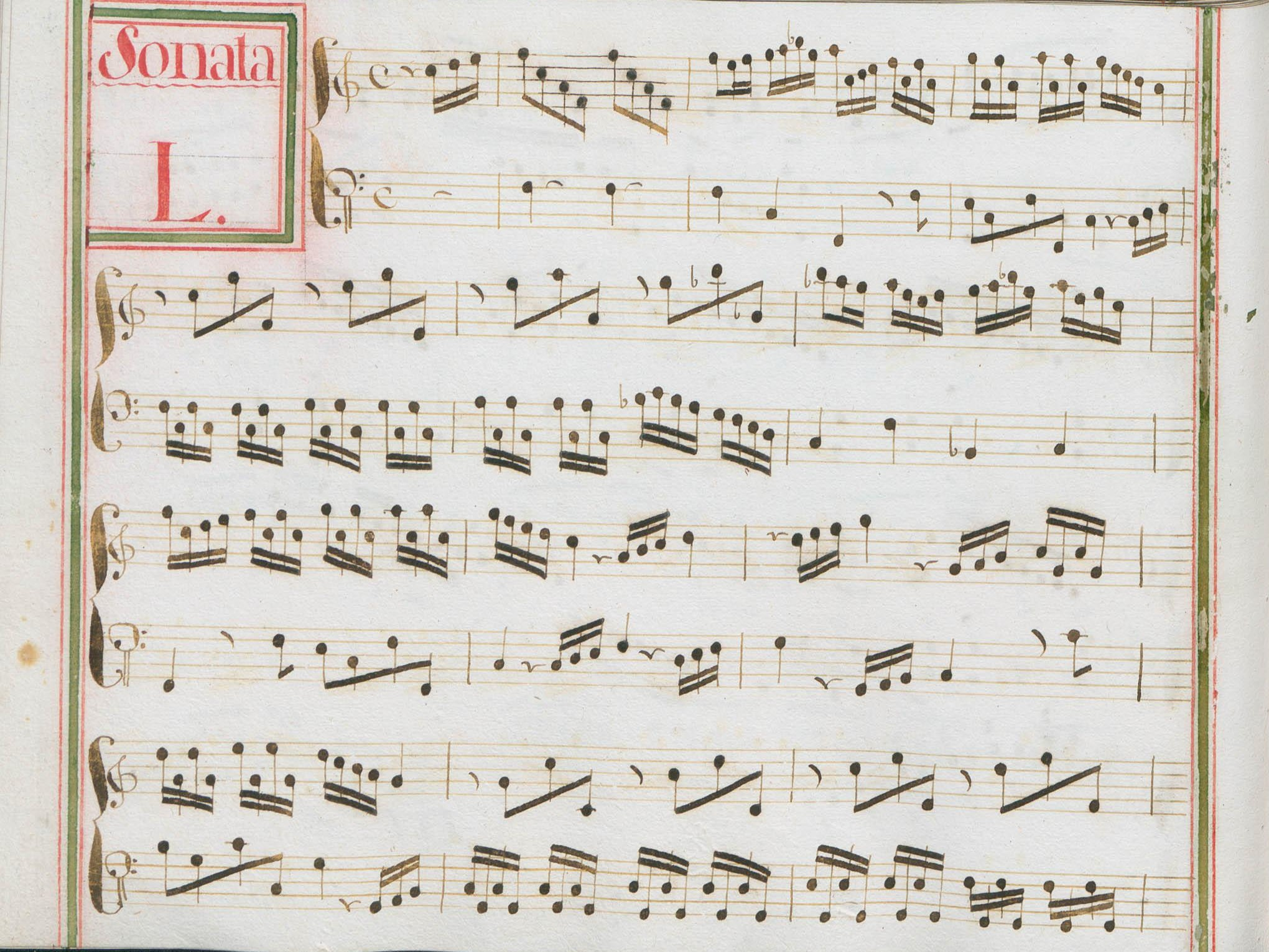
Début de la sonate, extraite du volume XIV du manuscrit de Venise.

Le manuscrit principal est le numéro 50 du volume XIV (Ms. 9770) de Venise (1754), copié pour Maria Barbara ; l'autre étant le premier mouvement de la « Toccata 10 » figurant dans Coimbra ms. 58/1.

## Interprètes
La sonate K. 85 est défendue au piano, notamment par Şahan Arzruni (en) (1973, Musical Heritage Society), Alice Ader (Fuga Libera) ; au clavecin par Scott Ross (1985, Erato), Luca Guglielmi (Stradivarius), Richard Lester (2005, Nimbus, vol. 6) et Pieter-Jan Belder (Brilliant Classics, vol. 2). Francesco Cera l'interprète sur un piano-forte (2013, Tactus, vol. 3).

## Sources
: document utilisé comme source pour la rédaction de cet article.
- (en) Kathleen Dale, « Domenico Scarlatti: His Unique Contribution to Keyboard Literature », Proceedings of the Royal Musical Association, no 74,‎ 1948, p. 33–44 (ISSN 0080-4452, OCLC 865210389, lire en ligne)
- Ralph Kirkpatrick (trad. de l'anglais par Dennis Collins), Domenico Scarlatti, Paris, Lattès, coll. « Musique et Musiciens », 1982 (1re éd. 1953 (en)), 493 p. (ISBN 978-2-7096-0118-4, OCLC 954954205, BNF 34689181).
- Alain de Chambure, « Domenico Scarlatti : Intégrale des sonates — Scott Ross », Erato (2564-62092-2), 1985 (OCLC 891183737) .